# Koparka jednonaczyniowa

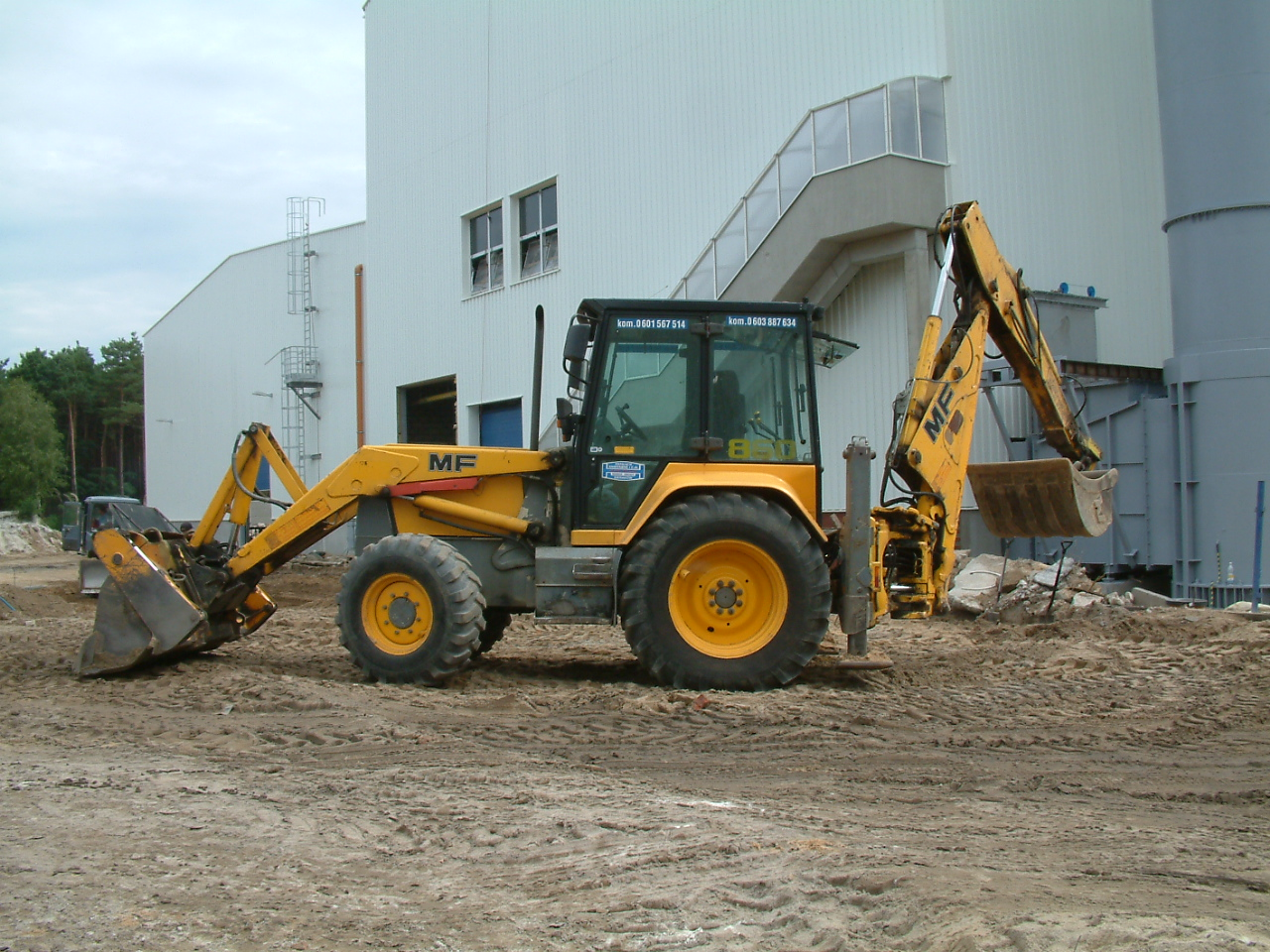
Koparkoładowarka

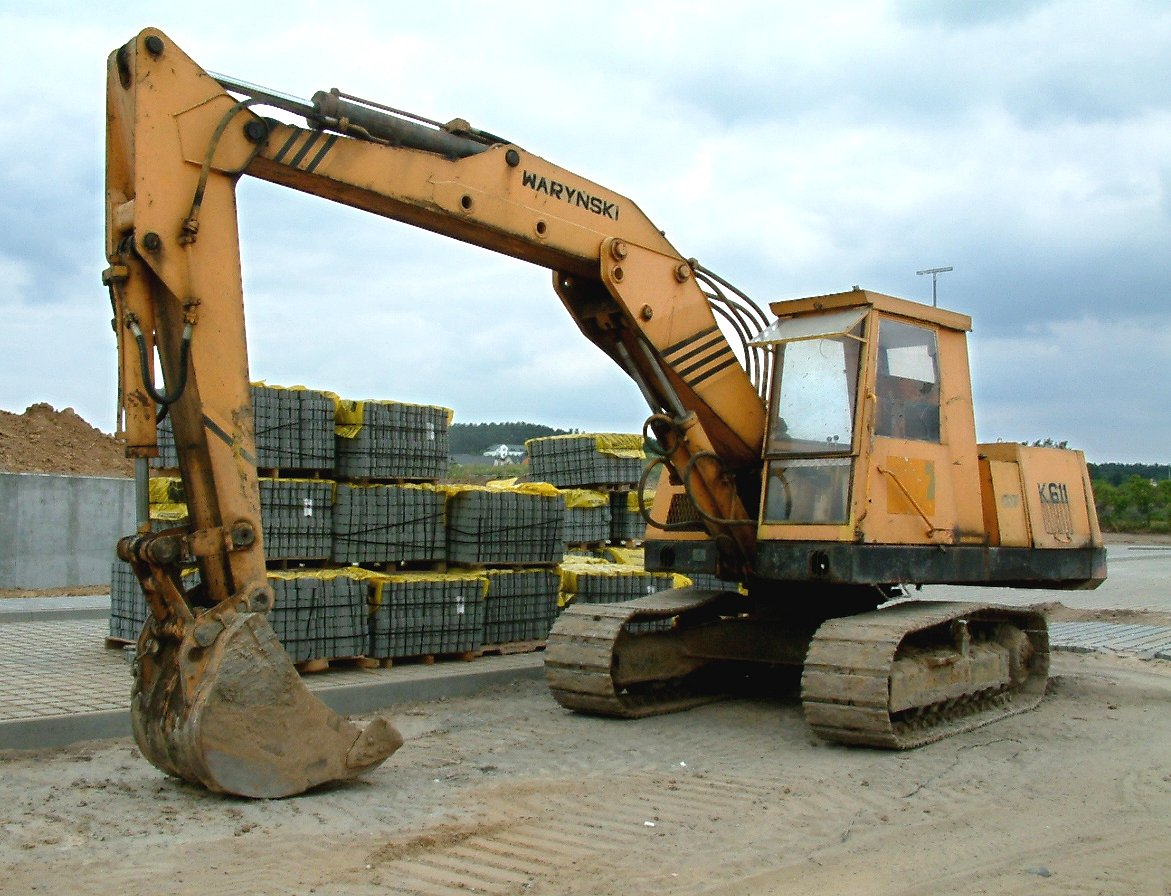
Koparka podsiębierna na podwoziu gąsienicowym K 611

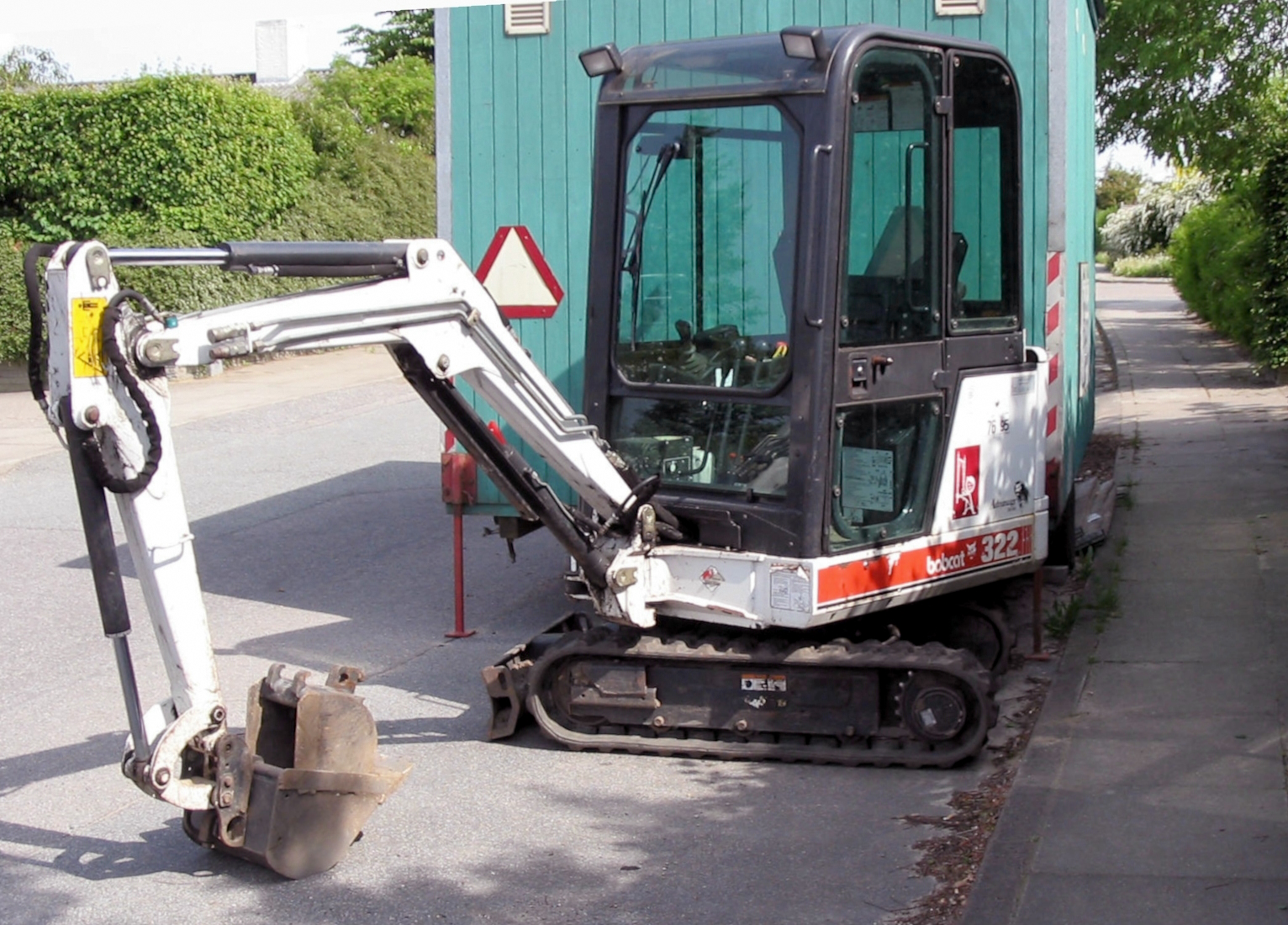
Minikoparka

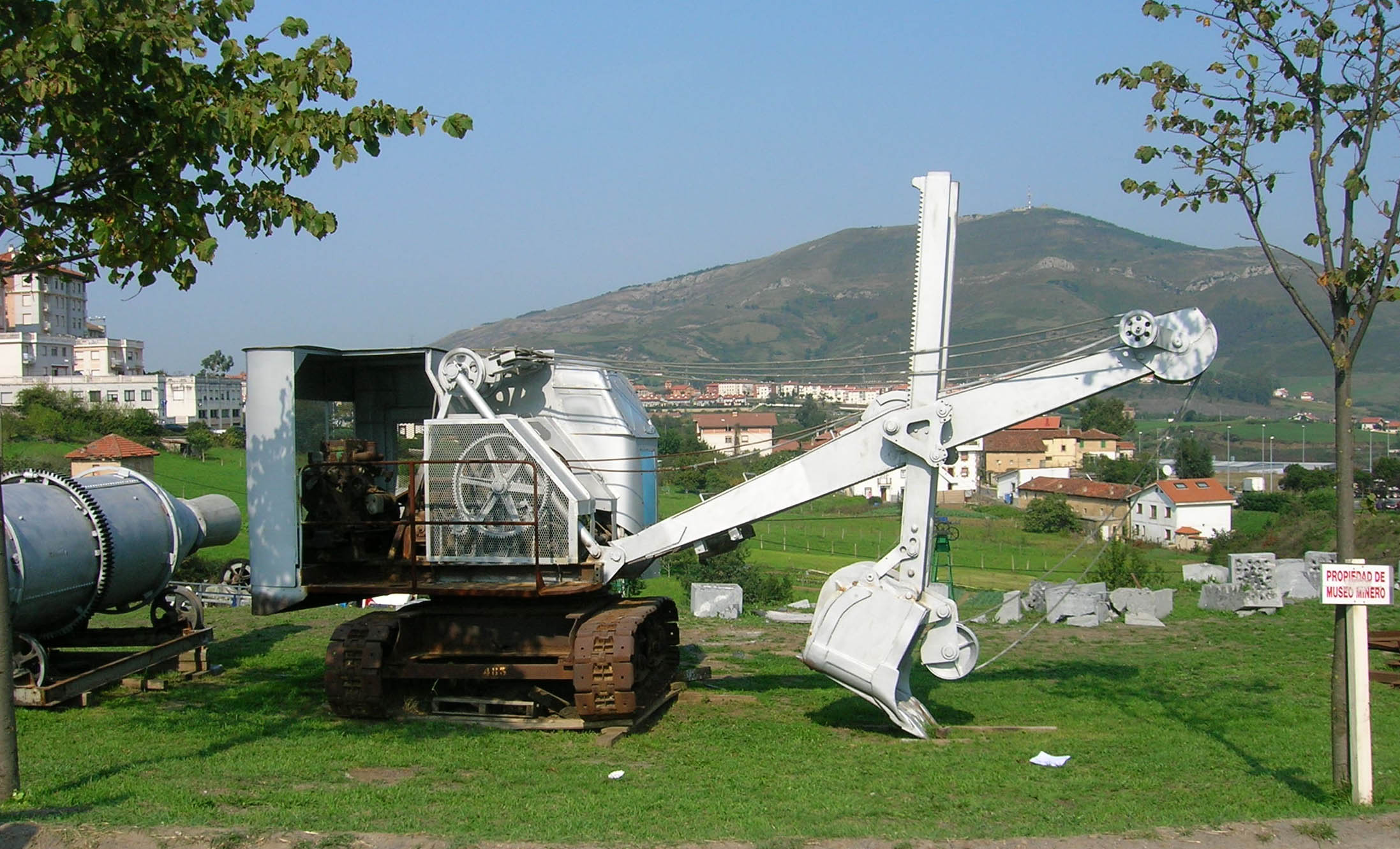
Koparka linowa

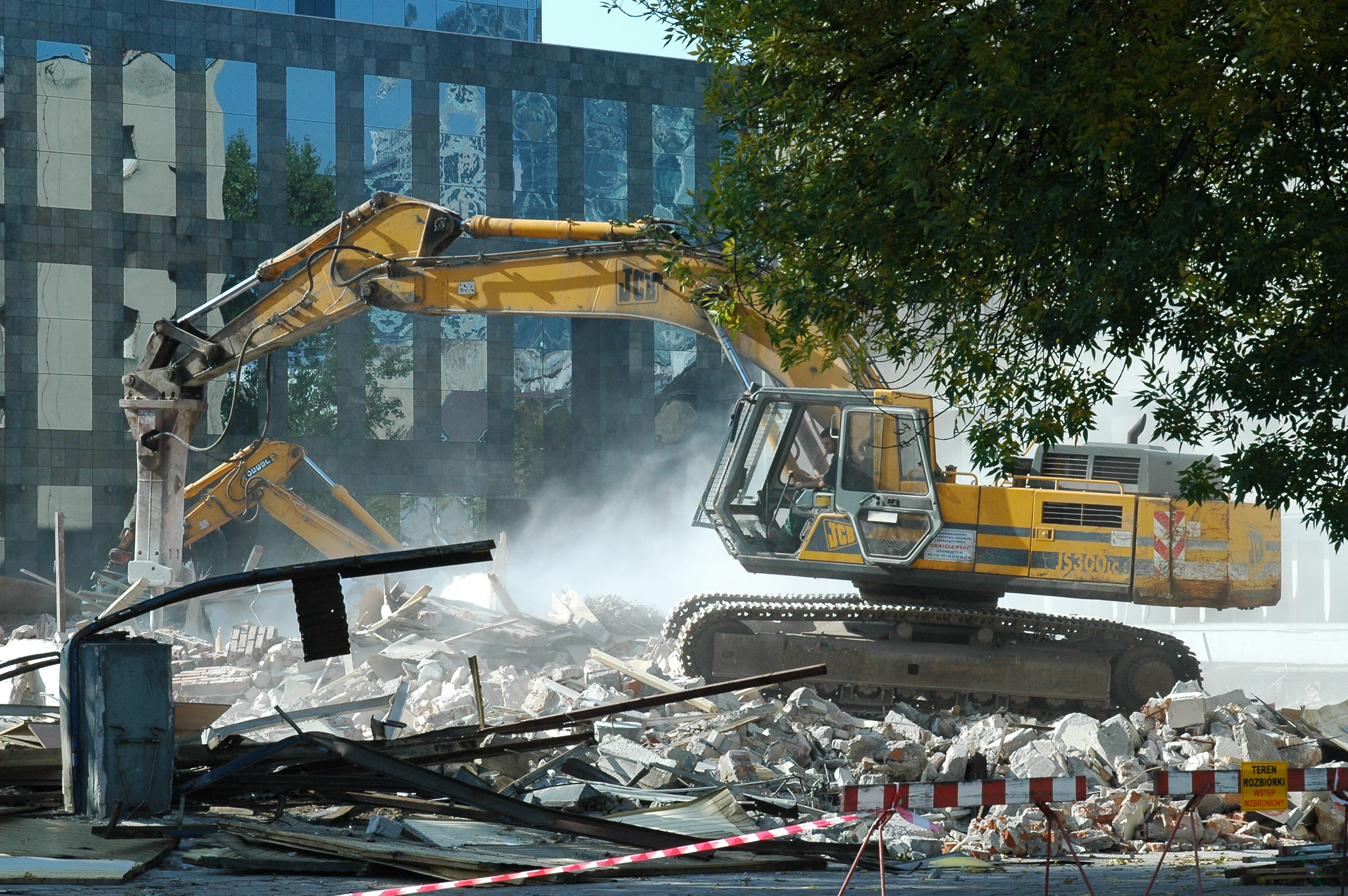
Koparka wyposażona w młot hydrauliczny

Koparka jednonaczyniowa – typ koparki wyposażony w jedno naczynie urabiające, pracująca w cyklu przerywanym, tzn. pomiędzy kolejnymi etapami pracy naczynia urabiającego występują etapy pomocnicze, takie jak przeniesienie naczynia z urobkiem, jego opróżnienie i powrót do pozycji pracy. Jest to grupa koparek najpowszechniej znanych i stosowanych. Znajdują powszechne zastosowanie przy pracach ziemnych budowlanych i transportowych. Rzadko, a dotyczy to głównie dużych maszyn, są stosowane w górnictwie odkrywkowym.
Koparki jednonaczyniowe przy zastosowaniu wymiennego osprzętu są wykorzystywane do innych niż kopanie prac pomocniczych, m.in.:
- podnoszenia ładunków (wtedy wyposaża się ją w osprzęt dźwigowy)
- jako ładowarka (osprzęt ładowarkowy)
- jako kafar (osprzęt kafarowy)
- inne (widły, nożyce, młot hydrauliczny, świder, czy zrywak)

## Historia koparki jednonaczyniowej
Do czasów zastosowania napędu parowego korzystano z maszyn napędzanych siłą żywą. Jako pierwsze maszyny w działaniu przypominające koparki powstają różne rozwiązania pogłębiarek łyżkowych. To poprzez przeniesienie idei rozwiązań technicznych z tych maszyn na rozwiązania pracujące na lądzie, powstają projekty pierwszych koparek.
- 1726 – koparka przedsiębierna Dubois; maszyna napędzana układem kołowrotów; układ kinematyczny maszyny najbardziej zbliżony do współczesnych rozwiązań; projekt niezrealizowany gdyż zbyt wyprzedzał swoją epokę
- 1753 – koparka łyżkowa Belidora; maszyna napędzana przez deptak
- 1796 – w Tyneside w Anglii Grimshaw zbudował przy wykorzystaniu maszyny parowej barkę do pogłębiania kanałów, jednak maszyna nie była typową koparką[1]
- 1835 – amerykański mechanik William Otis skonstruował koparkę jednonaczyniową szynową z napędem parowym[2], patent w lutym 1839
- 1870 – zastosowanie lin stalowych zamiast cięgien łańcuchowych w osprzęcie roboczym koparek parowych
- 1874 – firma Ruston, Proctor&Co opatentowała pełnoborotową koparkę parową
- 1880 – Ralph R. Osgood opatentował w Stanach Zjednoczonych koparkę zgarniakową[3]
- 1881/2 Sir W.G. Armstrong & Co podjął się zaprojektowania i wyprodukowania pierwszej na świecie koparki parowej hydraulicznej; zbudowano tylko kilka egzemplarzy, lecz nie nastąpił dalszy rozwój napędów hydraulicznych koparek przez następne 70 lat
- 1884 – pierwsza koparka z obrotowym nadwoziem wyprodukowana przez „Whitaker & Sons” z Leeds
- 1890 – firma Osgood zbudowała koparkę szynową zasilaną 2 silnikami elektrycznymi
- 1903 – zastosowanie cylindrów parowych do napędu osprzętu koparki[4]
- 1904 – John W. Page uzyskał patent na łyżkę i olinowanie do koparki zgarniakowej[5]; rozwiązanie techniczne stosowane praktycznie w niezmienionej postaci do chwili obecnej
- 1908 – pierwsza koparka parowa z gąsienicowym układem bieżnym wyprodukowana przez firmę Bucyrus
- 1910 – pierwsze koparki zgarniakowe napędzane silnikami spalinowymi; produkowane przez firmę Menigham Machine Co[6]
- lata 30. XX w. – powszechne zastosowanie silnika wysokoprężnego jako źródła napędu w koparkach linowych; rozwój technologii tworzyw sztucznych dał pierwsze próby zastosowania tej technologii w uszczelnieniach napędów hydraulicznych[7]; pierwsze próby wykorzystania napędu hydraulicznego wykonane w 1935 przez La Plante Choate w spycharce firmy Caterpillar
- 1952 – pierwsze koparki gąsienicowe w Polsce
- 1954 – firma Atlas Weyhausen zastosowała napęd hydrauliczny w osprzęcie roboczym koparki, podobne rozwiązania zastosowała firma Liebherr, lecz pierwszą w pełni hydrauliczną koparkę skonstruował firma Demag (koparka B504)
- 1958 – pierwszy w Polsce prototyp koparki hydraulicznej skonstruowany w zakładach Waryńskiego

## Podział
Koparki jednonaczyniowe można podzielić:
- ze względu na rozmiary wykonywanych prac
  - minikoparki (do 0,16 m³)
  - koparki małe (>0,16 do 0,50 m³)
  - koparki średnie (>0,50 do 5 m³)
  - koparki wielkie (>5 m³)

- ze względu na napęd osprzętu
  - mechaniczne (linowe)
  - hydrauliczne

- ze względu na źródło napędu
  - parowe – obecnie już historyczne
  - spalinowe – wyposażone w silnik spalinowy
  - spalinowo-elektryczne – napędzane silnikami elektrycznymi zasilanymi przez zespół prądotwórczy z silnikiem spalinowym umieszczony na koparce
  - elektryczne – zasilane silnikami elektrycznymi czerpiącymi energię z sieci energetycznej

- ze względu na sposób prowadzenia osprzętu roboczego:
  - koparki przedsiębierne, określana również jako odsiębierne – naczynie urabiające porusza się w ruchu roboczym po krzywej płaszczyźnie pionowej w kierunku od podstawy koparki
  - koparki podsiębierne – naczynie urabiające porusza się w ruchu roboczym po krzywej płaszczyźnie pionowej w kierunku do podstawy koparki

- ze względu na rodzaj osprzętu:
  - łyżkowe – narzędziem roboczym jest otwarte naczynie stalowe z krawędzią tnącą, wyposażone ewentualnie w klapę opróżniającą, umieszczone bezpośrednio na końcu ruchomego wysięgnika
  - zgarniakowe, określane również jako zbierakowe
  - strugowe – wyposażone w wysuwny nóż odcinający grunt w formie struga
  - chwytakowe – wyposażone w chwytak
  - z osprzętem dźwigowym
  - z osprzętem kafarowym
  - z osprzętem ładowarkowym, określane jako koparkoładowarki
  - z osprzętem specjalnym

- ze względu na rodzaj podwozia:
  - samojezdne:
    - gąsienicowe – wyposażone w gąsienicowy układ bieżny
    - kołowe, określane również jako oponowe
      - ciągnikowe (przy wykorzystaniu podwozia ciągnika rolniczego
      - samochodowe (zastosowanie podwozia samochodowego)

    - kroczące
    - szynowe – określane również jako kolejowe

  - pontonowe – pływające zainstalowane na jednym lub na kilku pontonach
  - ciągnione, jako osprzęt montowany na innych maszynach (bezpodwoziowe)

- ze względu na rodzaj nadwozia
  - nieobrotowe – nadwozie nie ma możliwości obrotu względem podwozia
  - obrotowe – nadwozie ma możliwość częściowego lub pełnego obrotu
    - niepełnoobrotowe
    - pełnoobrotowe – możliwość obrotu nadwozia o dowolny kąt

## Budowa na przykładzie koparki hydraulicznej jednonaczyniowej
W koparce jednonaczyniowej wyróżnia się podstawowe zespoły:
- podwozie – A, stanowiące zespół nośny całej konstrukcji, wyposażone w mechanizmy jazdy, najczęściej gąsienicowe
- nadwozie – B, zwykle pełnoobrotowe, na którym montowany jest silnik, zespoły napędowe, sterujące i kabina operatora
- osprzęt roboczy, montowany na nadwoziu, wyposażony w układy napędowe, w którym wyróżnia się:
  - mechanizm wysięgnika – C, składający się z wysięgnika i siłownika (1) napędu wysięgnika
  - mechanizm ramienia – D, składający się z ramienia i siłownika (2) napędu ramienia
  - mechanizm łyżki – E, składający się z łyżki i siłownika (3) napędu łyżki

## Koparki jednonaczyniowe polskiej produkcji
- koparki linowe
  - KM-251
  - KS-251 – koparka samochodowa
  - KM-602A
  - KU-1206
- koparki hydrauliczne
  - KSH-45 – koparka ciągnikowa
  - K-406A
  - K-407A
  - K-408
  - K-415
  - K-606
  - M250H
  - M500H
  - Brawal1611
  - Brawal1615